# Chiromantis shyamrupus
Chiromantis shyamrupus är en groddjursart som först beskrevs av Shyamal Kumar Chanda och Soumyendra Nath Ghosh 1989.  Chiromantis shyamrupus ingår i släktet Chiromantis och familjen trädgrodor. IUCN kategoriserar arten globalt som otillräckligt studerad. Inga underarter finns listade i Catalogue of Life.